# Elżbieta Łaniewska-Łukaszczyk
Elżbieta Łaniewska-Łukaszczyk, ps. „Czarna Elka” (ur. 13 kwietnia 1930 w Warszawie, zm. 14 października 2016 w Skrzypnem koło Zakopanego) – harcerka, powstaniec warszawski, doktor medycyny.
Od 1942 działała w Szarych Szeregach. W 1944 uczestniczyła w powstaniu warszawskim jako łączniczka i fotograf w drużynie Szarych Szeregów w obwodzie „Żywiciel” na Żoliborzu. Większość jej zdjęć nie przetrwała powstania.
Po 1956 pracowała na obozach harcerskich jako lekarz i instruktor medyczny. Od chwili powstania Światowego Związku Żołnierzy Armii Krajowej w Zakopanem działała w tej organizacji, pełniąc m.in. funkcję prezesa Koła. Była doktorem medycyny różnych specjalizacji, między innymi pediatrii, anestezjologii, intensywnej terapii. Prowadziła Przychodnię Pomocy Socjalno-Medycznej dla Kombatantów. Odznaczona szeregiem odznaczeń związanych z działalnością polityczną. Po wojnie mieszkała w Zakopanem.
Pochowana została na cmentarzu na Pęksowym Brzysku (sektor L, rząd III, grób 21b).
Paweł Beręsewicz napisał na podstawie jej wspomnień książkę pt. ,,Czy wojna jest dla dziewczyn?", ilustrowaną przez Olgę Rzeszelską.

## Fotografie z powstania warszawskiego wykonane przez Elżbietę Łaniewską-Łukaszczyk

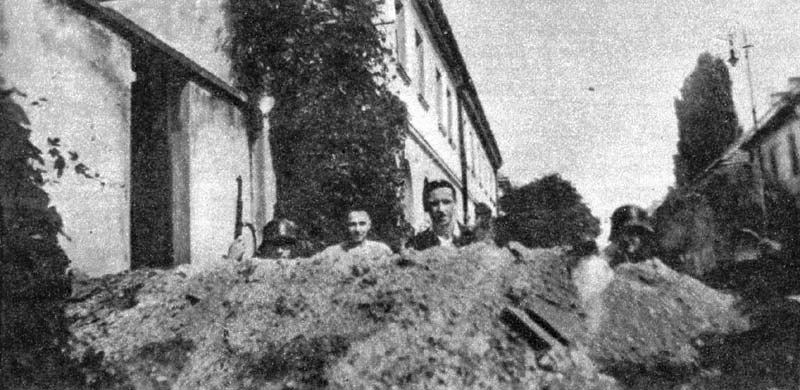
206 pluton na ulicy Towiańskiego (po II wojnie światowej ulica Henryka Wieniawskiego)
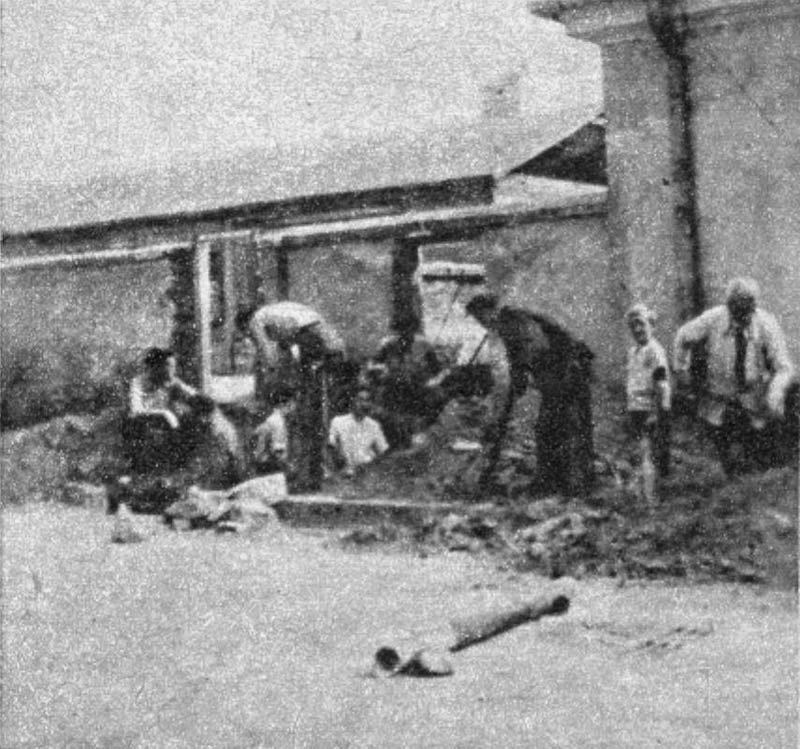
Przekopywanie ulicy Towiańskiego na Żoliborzu